# 台州市第一中学
台州市第一中学即原台州市椒江区第一中学（椒江一中），省一级重点中学。其前身为浙江省海门初级中学和私立海门中学，前者原是省立台州中学海门分部，于1954年改为海门初级中学。后者系民国37年（1948年）8月创办的私立慈幼中学。学校总面积252亩。有在校学生3000多名。
关于椒江一中是否应该使用台州一中这个新校名，当时社会上曾有相当大的争议。